# Magogo kaDinuzulu
Constance Magogo Sibilile Mantithi Ngangezinye kaDinuzulu (1900–1984) là Công chúa và nghệ sĩ người Zulu, mẹ của tù trưởng Mangosuthu Buthelezi, lãnh đạo Đảng Tự do Inkatha, và em gái của Vua Zulu Solomon kaDinuzulu.

## Tiểu sử
Công chúa Magogo sinh năm 1900, là con gái của Vua Zulu, Dinuzulu kaCetshwayo (1868–1913) và Nữ hoàng Silomo. Năm 1926, bà kết hôn với tù trưởng Mathole Buthelezi. Công chúa Magogo đã sáng tác nhạc cổ điển Zulu và có năng khiếu chơi isigubhu (một cây cung có dây và nhạc cụ calabash) và isithontolo (một nhạc cụ giống như một cây cung có một dây buộc xuống giữa cung). Mặc dù được nuôi dưỡng trong một nền văn hóa tại thời điểm phụ nữ bị áp bức, Công chúa vẫn tiếp tục sự nghiệp âm nhạc của mình sau khi kết hôn. Điều này cho phép bà đóng góp trong sự phát triển của âm nhạc truyền thống. Thông qua đào tạo của nhiều ca sĩ trẻ, bà đã có đóng góp chưa từng có trong việc bảo tồn âm nhạc truyền thống. Bà cũng là một thành viên của Giáo hội Cơ Đốc Phục Lâm.
Là một Imbongi (ca sĩ ca ngợi), bà đã vượt qua ranh giới của vai trò vốn là truyền thống của người đàn ông để cất lên tiếng thở dài về cuộc hôn nhân của mình và đặc biệt là đời sống của người Zulu. Sự nghiệp của bà bắt đầu đi lên vào năm 1939 với bản thu âm một số màn trình diễn bởi Hugh Tracey. Khi xuất hiện trước công chúng, Công chúa lại phá vỡ phong tục khi duy trì sự cống hiến của mình cho âm nhạc. Đến những năm 1950, âm nhạc của bà đã được ghi lại và phát rộng rãi bởi Tập đoàn Phát thanh Nam Phi (SABC), David Rycroft và Đài phát thanh Tây Đức. Những bản thu này đã đem về cho Magogo một lượng khán giả lớn và sự công nhận quốc tế. Tác phẩm của bà lấy chất liệu chủ yếu từ các bài hát và truyện dân gian Zulu hiện có, và bà đã mở rộng chúng thành âm nhạc kèm theo Ugubhu.
Vào tháng 12 năm 2003, bà đã được truy tặng Huân chương Vàng quốc gia Nam Phi của Ikhamanga vì một cuộc đời sáng tác âm nhạc phong phú, và đóng góp nổi bật cho việc bảo tồn và phát triển âm nhạc truyền thống ở Nam Phi.